# Codeïne
Codeïne is een opiaat, een 3-monomethylether van morfine. Het is een alkaloïde dat gevonden wordt in opium in concentraties tussen 0,7 tot 3,0 procent. Het is een pijnstiller die bij meer pijn wordt voorgeschreven dan waar NSAID's volgens de pijnladder goed tegen werken. Het is dus een opioïde. Het is een minder krachtige pijnstiller dan morfine. De bijwerkingen van codeïne zijn milder dan van morfine. Codeïne onderdrukt ook kriebelhoest. Codeïne valt voor een deel onder de Opiumwet.
Codeïne kan van morfine worden gemaakt. Het is een opiaatagonist, hetgeen verklaart dat de farmacologische kwalitatieve effecten van codeïne met die van morfine zijn te vergelijken. De lever zet codeïne voor een gedeelte om in morfine. Codeïne werkt sederend en obstiperend.  
Codeïne is opgenomen in de lijst van essentiële geneesmiddelen van de Wereldgezondheidsorganisatie WHO en in Nederland alleen voor oraal gebruik geregistreerd. 

## Farmacokinetiek
Morfine is vergeleken met codeïne per milligram een sterkere pijnstiller. 100 mg codeïne is ongeveer gelijk aan 10 mg morfine oraal. 100 mg codeïne is gelijk aan 3,5 mg morfine via intramusculaire of intraveneuze injectie. Dit zijn eigenlijk geen goede vergelijkingen, omdat de bijwerkingen per milligram van codeïne milder zijn dan van morfine. Codeïne wordt goed in de darmen opgenomen en voor 80 % in de lever via CYP3A4 tot norcodeïne omgezet. Dat bindt zich vervolgens aan glucuronzuur en wordt voor 10 % via CYP2D6 tot morfine omgezet. Bij sommige mensen is het enzym dat voor deze stofwisseling zorgt niet aanwezig, waardoor codeïne voor hen minder goed werkt. Het grootste deel van de opgenomen codeïne, 90 %, wordt als metaboliet in de urine afgescheiden. De plasmahalveringstijd is drie tot vier uur, bij leverinsufficiëntie langer, bij overdosering 6 uur.
Codeïne wordt ook in combinatie met paracetamol of NSAID's voorgeschreven, hoewel codeïne een sterkere pijnstiller is. Codeïne helpt tegen nociceptieve pijn, toevoegen van codeïne aan paracetamol helpt bij neuropathische pijn. Een dosis 500/10, 500 mg paracetamol met 10 mg codeïne, heeft weinig meerwaarde ten opzichte van paracetamol alleen. De dosis 500/20 geeft al een beter effect. De dosis 500/50 heeft een meerwaarde die werkt. Voor sterke pijnstilling is 40-60 mg codeïne de meest effectieve dosering. Als dit niet helpt, is een andere, sterkere opioïde beter.
Door genetisch polymorfisme bestaat er een individuele variabiliteit in de manier waarop de stofwisseling, het metabolisme, op de codeïne reageert. Iemand die weinig codeïne in morfine omzet heet een langzame metaboliseerder, iemand die veel morfine aanmaakt heet een snelle metaboliseerder. Bij ongeveer 5 % van de populatie wordt de codeïne langzamer en maar voor een kleiner deel in morfine omgezet. Mensen bij wie dit het geval is, hebben dus minder voordeel van het gebruik van codeïne. 1 tot 3 % van de bevolking zet meer dan de genoemde 10 % van de codeïne in morfine om. Dit draagt het risico in zich dat zij zelfs bij normale therapeutische hoeveelheden onder de effecten van een overdosis komen te lijden. Dit komt bij 6,5 % van de Europese populatie voor, want, afhankelijk van bevolkingsgroepen en etnische afkomst, bestaat er een groot verschil in prevalentie. 

## Overmatig gebruik

### Overdosis
Bij een overdosis van codeïne kunnen ernstige bijwerkingen optreden, zoals onderdrukking van de ademhaling, convulsies en verlies van bewustzijn of erger. De initiële tekenen van overdosis zijn braken, misselijkheid en miose. Een intraveneuze toediening van naloxon samen met kunstmatige ondersteuning van de ademhaling is de aangewezen behandeling bij een overdosis met ernstige ademhalingsdepressie. Bij klachten door hoest is 10 mg per dosis een normale dosis. Ter bestrijding van pijn is 40-60 mg een normale dosis. De maximale dosis bedraagt 240 mg, verspreid over 24 uur in vier keer 60 mg codeïne. Er moet tussen twee doseringen minimaal vier uur zitten.
Het effect van een overdosis kan ook bij mensen optreden die sneller dan normaal de codeïne in morfine omzetten. Ernstige gevolgen zijn beschreven, zoals het overlijden van een baby door morfinevergiftiging via de moedermelk van een moeder die kort na de bevalling een combinatiepreparaat van paracetamol en codeïne gebruikte als pijnstiller, amper 60 mg codeïne per dag. Na bepalen van haar genotype bleek deze moeder een snelle metaboliseerder te zijn voor CYP2D6.

### Verslaving
Verslaving aan codeïne kan voorkomen, maar de kans daarop is veel kleiner dan aan een sterk opiaat zoals morfine. De kans op verslaving aan codeïne is bij normaal gebruik volgens voorschrift klein. De verslavende stof in codeïne is morfine, omdat codeïne voor een deel in morfine wordt omgezet. Verslaving aan codeïne moet voorkomen worden, want het acuut staken van het geneesmiddel kan ontwenningsverschijnselen als tremor en een delier veroorzaken.
Het tegelijk nuttigen van alcohol en een hoge dosering codeïne kan fataal aflopen doordat de alcohol het effect van een ademdepressie kan versterken. Ziekenhuisopname is dan noodzakelijk en het antidotum is naloxon. Het heft de werking van opiaten en opioïden op. Codeïne valt deels onder de Opiumwet.

## Nevenwerkingen

### Vaak
- constipatie
- verminderd reactievermogen
- duizeligheid

### Zelden
- moeilijk urineren
- maskering van andere pijn
- vasthouden van vocht
- jeuk

### Zeer zelden
- overgevoeligheid voor codeïne
- ademdepressie, voornamelijk bij overdosering

## Wetenswaardigheden
- Codeïne kan uit de slaapbol worden geëxtraheerd.
- Codeïne wordt in Angelsaksische landen meer voorgeschreven dan in Nederland.
- Codeïne is een van de grondstoffen voor krokodil, een thuis te bereiden maar levensgevaarlijke heroïnevervanger die in Rusland populair is.